# Червоний екран
«Червоний екран» (англ. Red Screen) — фантастичне оповідання жахів американського письменника Стівена Кінга. 9 вересня 2021 року оповідання вийшло у форматі еКниг.
У 2024 році «Червоний екран» увійшов до збірки Кінга «Вам подобається чорніше». Як визнавав сам Кінг, «Червоний екран» був натхненний «Вторгненням викрадачів тіл» та іншими подібними творами.

## Сюжет
Готуючись йти на роботу, Френк Вілсон, детектив відділу вбивств поліції Нью-Йорка, отримує від своєї дружини Сенді різні зауваження, такі як залишена піднятою кришка унітазу, і розмірковує, що Сенді була більш критичною протягом останніх шести-восьми місяців, тож, чи це змінилася вона, чи він став більш забудькуватим.
На роботі Вілсон потрапляє на місце злочину в Квінзі. Через кілька годин він допитує Леонарда Крокера, сантехніка, який зізнався у вбивстві своєї дружини Арлін ножем. Крокер стверджує, що він вбив не свою дружину, а радше іншопланетну істоту, яка викрала тіло Арлін рік тому, убивши її при цьому. Крокер стверджує, що Арлін захопив один з перших представників вторгнення іншопланетян «чистого розуму», кількість яких зрештою сягне мільйонів, і каже Вілсону, що дізнався про вторгнення з даркнету.
Крокер розповідає, що особистості людей, захоплених іншопланетянами, змінюються, стаючи більш дратівливими та критичними, щоб виснажити жертв, що дозволяє їм бути захопленими іншими іншопланетянами. Перш ніж Вілсон завершує інтерв'ю, Крокер опосередковано натякає на те, що бачив «червоний екран» мобільного телефону. Вілсон вважає, що Крокер, здійснивши умисне вбивство, має намір захищатися неосудністю, і намагається завершити допит.
Повернувшись додому, Вілсон знову отримує дорікання від Сенді. Під час розігрітої вечері йому телефонує капітан і повідомляє, що Крокер покінчив життя самогубством у столичному слідчому ізоляторі. Після дзвінка Сенді втішає Вілсона, готуючи йому свіжу страву, і пізніше того ж вечора вони займаються сексом вперше за кілька тижнів. Після того, як Сенді каже, що їй потрібно щось сказати Вілсону, він підозрює, що вона попросить розлучення. Замість цього вона каже йому, що її дратівлива поведінка протягом останніх кількох місяців була пов'язана з передчасною менопаузою. Поки пара готується спати, екран мобільного телефону Вілсона на мить блимає червоним, і Сенді посміхається в темряві.